# Chan Wing Kin
Chan Wing Kin es un deportista hongkonés que compitió en esgrima en silla de ruedas. Ganó dos medallas de bronce en los Juegos Paralímpicos de Londres 2012.

## Palmarés internacional
| Juegos Paralímpicos | Juegos Paralímpicos   | Juegos Paralímpicos | Juegos Paralímpicos               |
| Año                 | Lugar                 | Medalla             | Prueba                            |
| ------------------- | --------------------- | ------------------- | --------------------------------- |
| 2012                | Londres (Reino Unido) | Medalla de bronce   | Sable individual A                |
| 2012                | Londres (Reino Unido) | Medalla de bronce   | Florete por equipos clase abierta |